# Rick Rhoden
Pour les articles homonymes, voir Rhoden.
Richard Alan Rhoden (né le 16 mai 1953 à Boynton Beach, Floride, États-Unis) est un golfeur professionnel et un ancien lanceur de baseball.
Il évolue dans la Ligue majeure de baseball de 1974 à 1989 pour les Dodgers de Los Angeles, les Pirates de Pittsburgh, les Yankees de New York et les Astros de Houston. Le lanceur partant droitier reçoit deux sélections au match des étoiles, remporte 151 victoires et affiche une moyenne de points mérités en carrière de 3,59. Il se distingue aussi comme frappeur en remportant trois fois le Bâton d'argent à la position de lanceur. En 1988, il est le premier lanceur de l'histoire à servir de frappeur désigné.

## Carrière au baseball

### Dodgers de Los Angeles
Choix de première ronde des Dodgers de Los Angeles et 20e athlète sélectionné lors du repêchage amateur de juin 1971, Rick Rhoden commence sa carrière dans le baseball majeur avec cette équipe le 5 juillet 1974. Il y passe ses cinq premières saisons et honore une première sélection au match des étoiles en 1976, année où il remporte 12 victoires contre seulement 3 défaites et affiche une moyenne de points mérités de 2,98. En 1977, celui qui est habituellement lanceur partant établit un record personnel de 16 victoires, contre 10 échecs. 
Avec les Dodgers, il participe aux séries éliminatoires en 1977 et 1978 et dispute 4 parties comme lanceur de relève et maintient une excellente moyenne de points mérités de 1,76 en 15 manches et un tiers lancées au total en parties d'après-saison. Sa seule décision est une défaite subie dans le premier match de la Série mondiale 1977, alors qu'il entre en jeu en fin de 12e manche et accorde le point de la victoire aux Yankees de New York après un double de Willie Randolph et un simple de Paul Blair. Il ne joue pas dans la Série mondiale 1978 et les Dodgers perdent les deux finales consécutives face aux Yankees.
En 5 ans à Los Angeles, il remporte 42 matchs, subit 24 défaites, et sa moyenne de points mérités s'élève en saison régulière à 3,40.

### Pirates de Pittsburgh
Le 7 avril 1979, Rhoden est échangé aux Pirates de Pittsburgh contre le lanceur gaucher Jerry Reuss. En 8 saisons à Pittsburgh, il gagne 79 matchs contre 73 défaites et sa moyenne de points mérités se chiffre à 3,51 en 1 448 manches lancées au total lors de 213 départs et deux apparitions en relève. Sa meilleure saison est jouée en 1984 : moyenne de points mérités de 2,72 en 238 manches et un tiers lancées, 14 victoires et 9 défaites. En 1986, à sa dernière année pour les Pirates, il remporte 15 matchs et, malgré 12 défaites pour le club de dernière place, affiche une moyenne de points mérités de seulement 2,84 en 253 manches et deux tiers lancées, son plus grand nombre en une saison. Invité au match des étoiles pour la 2e et dernière fois de sa carrière en 1986, Rhoden termine 5e du vote annuel désignant le vainqueur du trophée Cy Young, remis au meilleur lanceur de la saison dans la Ligue nationale. 

### Yankees de New York
Le 26 novembre 1986, Rhoden est impliqué dans un échange de six joueurs entre les Pirates de Pittsburgh et les Yankees de New York. Avec le lanceur gaucher Pat Clements et le lanceur droitier Cecilio Guante, il prend le chemin de New York, alors que les Pirates acquièrent en retour les lanceurs droitiers Doug Drabek, Logan Easley et Brian Fisher. La transaction est à l'avantage de Pittsburgh, le jeune Drabek s'avérant le joueur clé de l'échange, et remportant le trophée Cy Young pour les Pirates en 1990.
À sa première saison chez les Yankees, Rhoden égale son record personnel de victoires en une saison lorsqu'il remet une fiche de 16-10, identique à celle obtenue en 1977 à Los Angeles. Après deux campagnes, il est transféré aux Astros de Houston où il joue sa dernière saison en 1989.

### Succès comme frappeur
Frappeur supérieur à la moyenne des lanceurs, Rick Rhoden remporte en 1984, 1985 et 1986 le Bâton d'argent remis annuellement au lanceur de la Ligue nationale s'étant le plus illustré en offensive.
Il maintient une moyenne au bâton de ,238 en 830 passages au bâton durant sa carrière. Il réussit 181 coups sûrs, dont 9 coups de circuit, en plus d'accumuler 75 points produits. Il réussit 3 circuits et récolte 12 points produits durant les saisons 1977 et 1982. En deux occasions, sa moyenne au bâton est supérieure à ,300 : en 1976 elle est de ,308 en 73 voyages au marbre, puis en 1984 elle s'élève à ,333 en 92 passages au bâton.
Du 25 juillet au 11 septembre 1984, Rhoden connaît une série de matchs avec au moins un coup sûr qui s'étale sur 10 parties, l'une des plus longues de l'histoire pour un lanceur et la plus longue depuis Bob Lemon en 1947-1948. Rhoden frappe en lieu sûr dans 11 matchs sur 12 entre le 20 juillet et le 11 septembre, son seul échec étant lors du match du 21 juillet, où il ne lance pas mais est employé comme frappeur suppléant.
Le 11 juin 1988, Rick Rhoden est frappeur désigné pour les Yankees de New York du gérant Billy Martin lors d'un match face aux Orioles de Baltimore. Rhoden est le premier lanceur à jouer ce rôle depuis l'entrée en vigueur de la règle du frappeur désigné dans la Ligue américaine en 1973.

### Statistiques comme lanceur
Rick Rhoden a disputé 413 matchs en 16 saisons dans le baseball majeur. Du nombre, il a commencé 380 parties comme lanceur partant. Il affiche une moyenne de points mérités de 3,59 et compte 1 419 retraits sur des prises en 2 593 manches et deux tiers lancées au total. Il a remporté 151 victoires, encaissé 125 défaites, lancé 69 matchs complets et réalisé 17 blanchissages. 

## Carrière au golf
Après sa retraite du baseball, Rick Rhoden entreprend une seconde carrière au golf et remporte notamment l'American Century Celebrity Golf Classic (en) à 8 reprises de 1991 à 2009.